# Ouzon (volcan)
Pour la ville roumaine d'Ozun (en hongrois : Uzon), voir Ozun.
L'Ouzon, en russe : Узон, est une caldeira de 12 km de long et de 9 km de large, située à l'est de la péninsule du Kamtchatka, à l'est de la Russie. Avec la caldeira de Gueïzernaïa, elle abrite le plus grand champ géothermique dans la péninsule du Kamchatka. Ces caldeiras se sont formées au milieu du Pléistocène au cours de plusieurs importantes éruptions qui ont déposé 20–25 km3 d'ignimbrite sur une vaste zone. Le lac Dalny remplit un maar datant de l'Holocène, au nord-est de la caldeira d'Ouzon.
De nombreux micro-organismes extrêmophiles se développent dans la caldeira d'Ouzon grâce aux températures élevées.
La caldeira abrite un grand geyser, le Shaman, situé à 16 km de l'ensemble géothermal de la Vallée des geysers. Son panache monte jusqu'à 8 m de haut, sa hauteur ayant augmenté au cours du début de la décennie 2010.

### Sources et bibliographie
- (en) C. Michael Hogan, Extremophile, Washington, E.Monosson and C.Cleveland. Encyclopedia of Earth. National Council for Science and the Environment, 2010 (lire en ligne)